# Тангу
Тангу (塘沽) град је Кини у покрајини Тјенцин. Према процени из 2009. у граду је живело 583.256 становника.

## Становништво
Према процени, у граду је 2009. живело 583.256 становника.
| 1990.   | 2000.   | 2009    |
| ------- | ------- | ------- |
| 346.360 | 468.400 | 583.256 |